# Gibbicepheus latohumeralis
Gibbicepheus latohumeralis är en kvalsterart som beskrevs av Hammer 1982. Gibbicepheus latohumeralis ingår i släktet Gibbicepheus och familjen Carabodidae.